# Herpysma longicaulis
Die Orchidee Herpysma longicaulis ist die einzige Art aus der Gattung Herpysma. Die kleinen, krautigen Pflanzen stammen aus dem tropischen Südostasien.

## Beschreibung
Herpysma longicaulis erreicht eine Wuchshöhe von 18 bis 30 cm. Die Pflanzen besitzen ein kriechendes Rhizom mit wenigen bis vielen Internodien. Die Wurzeln entspringen einzeln an den Nodien. Die oberirdischen Sprosse (5 bis 8 mm Durchmesser) sind durchgehend mit Laubblättern besetzt. Die Blattspreite verschmälert sich an der Basis zu einem Blattstiel, der den Spross röhrenförmig umfasst. Die Blattspreite ist oval-elliptisch und leicht asymmetrisch. Die Blätter sind 5 bis 10 cm lang und 2,8 bis 3,5 cm breit. Der Blattstiel misst 2 bis 3 cm Länge.
Die Blütezeit liegt in China im August und September. Der endständige Blütenstand ist unverzweigt, 3 bis 4 cm groß, der Blütenstandsstiel ist sehr kurz und mit wenigen Hochblättern besetzt. Der Blütenstandsstiel, die Hochblätter, Tragblätter der Blüten, die Fruchtknoten und die Außenseiten der Sepalen sind behaart. Die Blüten sind resupiniert, ihre Farbe ist weiß, gelegentlich mit roter Zeichnung auf der Lippe, die anderen Blütenblätter können oberhalb der Mitte gelegentlich orange oder rosa sein. Die Tragblätter sind mit 1,5 bis 2 cm länger als der Fruchtknoten, lanzettlich, im Querschnitt u-förmig. Der zylindrische Fruchtknoten ist verdreht. Die drei äußeren Blütenblätter (Sepalen) sind nicht miteinander verwachsen und einander ähnlich geformt. Die seitlichen inneren Blütenblätter (Petalen) sind schief rhombisch, sie haften mit dem Rand am oberen Sepal. Das dorsale Sepal misst 8 bis 9 mm Länge und 4 bis 4,5 mm Breite, die seitlichen Sepalen sind mit 10 bis 11 mm Länge und 2 bis 2,5 mm Länge schmaler und länger. Die Petalen messen 9 bis 10 mm Länge bei 4,5 bis 4,7 mm Breite. Die Lippe ist zweigeteilt: der basale Teil ist etwa quadratisch geformt, die Seiten der Lippe sind an der Basis mit der Säule verwachsen, weiter vorn dann nach außen gebogen. Von der Basis erstrecken sich zwei Leisten längs der Lippe, im vorderen Teil durch eine einfache Leiste fortgesetzt. Der vordere Teil ist ebenfalls quadratisch geformt und endet leicht dreilappig. Die Lippe bildet einen 7 bis 10 mm langen, zylindrischen Sporn, der zweilappig endet. Im Innern befinden sich einige flache Erhebungen. Die Säule ist in ihrem unteren Drittel mit den Rändern der Lippe verwachsen, im Querschnitt ist sie halbkreisförmig, längs ist sie gebogen. Die Narbe besteht aus einer zusammenhängenden, rundlichen Fläche. Das Staubblatt ist im Umriss oval. Es enthält zwei zylindrische bis keulenförmige Pollinien, die über je ein kurzes Stielchen mit der gemeinsamen Klebscheibe (Viscidium) verbunden sind. Das Trenngewebe zwischen Narbe und Staubblatt (Rostellum) ist tief zweigespalten.

## Verbreitung
Herpysma longicaulis ist in Südostasien verbreitet, von Nepal und dem Nordosten Indiens über das südliche China, Myanmar, Thailand und Vietnam. Ein räumlich getrenntes Vorkommen befindet sich auf Sumatra. Die Pflanzen wurden in Höhenlagen von 600 bis 2000 Metern in Bergwäldern gefunden, gelegentlich auch am Rand von Trockenwäldern.

## Systematik und botanische Geschichte
Die Art wurde erstmals 1833 von John Lindley in A Numerical List of dried specimens of plants in the East India Company's Museum: collected under the superintendence of Dr. Wallich of the Company's botanic garden at Calcutta Nr. 7389 genannt und 1840 in The Genera and Species of Orchidaceous Plants Seite 506 veröffentlicht. Gleichzeitig mit der Beschreibung der neuen Art wurde eine eigene Gattung, Herpysma, aufgestellt. Der Gattungsname stammt vom griechischen ἔρπων herpysmos „kriechend“, und bezieht sich auf das lange, kriechende Rhizom.
Herpysma wird innerhalb der Tribus Cranichideae in die Subtribus Goodyerinae eingeordnet. Nach Dressler lässt sich diese weiter in zwei Gruppen unterteilen; Herpysma steht in der größeren Gruppe, deren Narbe nicht zweigeteilt ist. Nah verwandte Gattungen innerhalb der Subtribus Goodyerinae sind nicht einfach auszumachen, in einigen Blütenmerkmalen ähnlich ist Orchipedum.